# 張固
張固（1395年—？），字公正，江西臨江府新喻縣人，民籍，明朝政治人物，進士出身。

## 生平
江西鄉試第二十二名。宣德八年（1433年）癸丑科會試第四十九名，殿試登進士第三甲第四十四名，正統三年十月，授刑科給事中。後改為吏科，十四年七月掌本科事，九月升吏科都給事中，十一月奉命撫裕州流民。
景泰元年二月，遷為大理寺右少卿，鎮守四川行都司，駐建昌。有政績。三年三月召回京，理本寺事。十一月往山東督捕盗，其隨後平定山東盜亂，四年八月事竣回京，仍掌本寺事，死於任上。

## 家族
曾祖父張德脩。祖父張永恭。父張懷立。母章氏。具慶下。弟公仍、公智。娶黄氏，繼娶孫氏。子張黼。